# Лохвицкий комбикормовый завод
Лохвицкий комбикормовый завод (укр. Лохвицький комбікормовий завод) — предприятие зерноперерабатывающей промышленности в городе Заводское Полтавской области.

## История
В декабре 1973 года в связи с увеличением потребления комбикормов увеличившимся поголовьем скота в животноводческих хозяйствах было принято решение о строительстве дополнительного количества комбикормовых заводов. Один из новых комбикормовых заводов было решено построить в Лохвицком районе Полтавской области.
Предприятие было построено в соответствии с девятым пятилетним планом развития народного хозяйства СССР и в 1975 году введено в эксплуатацию. В советское время завод входил в число ведущих предприятий города.
После провозглашения независимости Украины завод перешёл в ведение министерства сельского хозяйства и продовольствия Украины, в дальнейшем государственное предприятие было преобразовано в общество с ограниченной ответственностью.
В 2002 году в результате объединения заводов-производителей комбикормов и предприятий, которые занимаются их обслуживанием (закупкой сырья и кормовых добавок для производства комбикормов, продажей готовой продукции и др.) была создана группа компаний «Единство», в состав которой вошли 5 комбикормовых заводов Днепропетровской, Полтавской и Хмельницкой областей (в том числе, ООО «Лохвицкий комбикормовый завод»). По состоянию на 2012 год, ГК «Единство» входила в число крупнейших производителей комбикормов на Украине.
В ходе реконструкции завода в 2013 году специалистами одесской компании "Зерновая столица" был установлен новый вертикальный фильтр ZEO-FUv-1200.
По состоянию на 2014 год, завод входил в число ведущих предприятий Лохвицкого района.

## Современное состояние
Предприятие осуществляет приёмку, сушку, очистку и хранение зерна, а также производит комбикорма для птицы, крупного рогатого скота и свиней, которые поступают в продажу под торговыми марками «Щедра нива» и «Баланс - оптима».